# Necropolis van Gizeh
De Necropolis van Gizeh (Arabisch: أهرامات الجيزة,) is een archeologische vindplaats op het plateau van Gizeh, buiten Caïro in Egypte. Het complex bestaat uit oude monumenten, inclusief de drie piramidecomplexen die bekendstaan als de grote piramiden, een massieve sculptuur die bekendstaat als de Sfinx van Gizeh, diverse begraafplaatsen, een arbeidersdorp en een industrieel complex. Het ligt ongeveer 9 km landinwaarts in de woestijn van de oude stad Gizeh en ongeveer 25 km ten zuidwesten van het stadscentrum van Caïro.
De piramides werden in het verleden in de westerse wereld gezien als de emblemen van het oude Egypte, en werden gepopulariseerd in de Hellenistische periode, toen de Grote Piramide door Antipater van Sidon als een van de Zeven wereldwonderen van de antieke wereld werd opgenomen. Het is het oudste van de oude wonderen en het enige dat nog steeds bestaat.

## De piramides en de sfinx

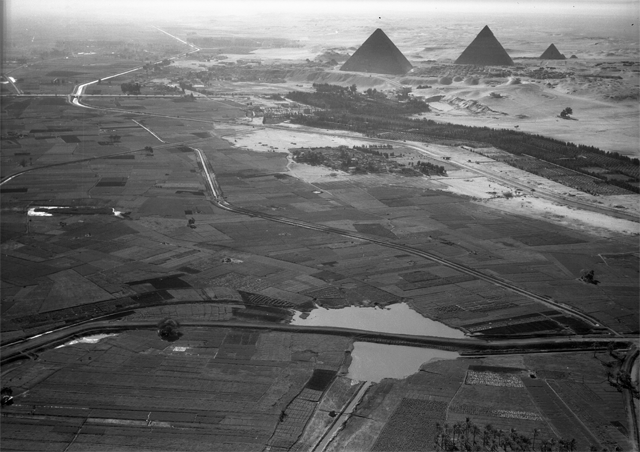
Gezicht vanuit de lucht vanuit het noorden over het gecultiveerde Nijldal met de piramide in de achtergrond

De piramides van Gizeh bestaan uit de piramide van Cheops (Chufu) (ook wel bekend als de “Grote Piramide”), de iets kleinere piramide van Chefren, die er een paar honderd meter naar het zuidwesten vandaan staat, en de relatief bescheiden middelgrote piramide van Mycerinus (of Mykerinos) die nog een paar honderd meter verder naar het zuidwesten staat. De Sfinx van Gizeh ligt aan de oostzijde van het complex. Onder de huidige egyptologen bestaat tegenwoordig consensus dat het hoofd van de Sfinx van Gizeh dat van Khafre is. Naast deze monumenten zijn er een aantal kleinere satellietbouwwerken die bekendstaan als de koninginnenpiramides, wegen en daltempels.

### Piramide van Cheops
Het piramidecomplex van Cheops bestaat uit een daltempel, nu begraven onder het dorp Nazlet el-Samman; een bestrating van basalt en muren van nummulietenkalk zijn gevonden, maar het complex zelf is nooit opgegraven. De daltempel was verbonden met een dam die grotendeels is verwoest toen het dorp werd gebouwd. De dam leidde naar de dodentempel van Chufu. Van deze tempel rest slechts wat basalten bestrating. De dodentempel was verbonden met de koningspiramide. De koningspiramide heeft drie bijbehorende kleinere koninginnenpiramides en vijf bootgroeves. De bootgroeves bevatten een schip en de twee groeves aan de zuidzijde van de piramide bevatten intacte schepen. Één daarvan is gerestaureerd en wordt tentoongesteld.
De piramide van Cheops heeft slechts een beperkt aantal dekstenen aan de voet van de piramide. Deze stenen zijn gemaakt van fijne witte kalksteen en zijn gehouwen uit de nabijgelegen groeve.

### Piramide van Chefren
Het complex van de Piramide van Chefren bestaat uit een daltempel (ook wel Sphinx tempel genoemd), een weg, een dodentempel en de koningspiramide. De daltempel had verschillende standbeelden van Chefren. Diverse hiervan zijn gevonden in een bron in de vloer van de tempel bij Mariette in 1860. Andere werden gevonden gedurende opeenvolgende opgravingen door Sieglin (1909–10), Junker, Reisner en Hassan. Het complex van Chefren bevatte vijf bootgroeves en een bijbehorende piramide met een serdab.
Chefrens piramide lijkt visueel groter dan de naastliggende piramide van Cheops doordat hij hoger ligt en de steilere hoek waarin hij is gebouwd. Hij is in feite kleiner in zowel hoogte als volume. De piramide van Chefren heeft aan de top een groot deel dat nog bedekt is met dekstenen

### Piramide van Mycerinus
Het complex van de Piramide van Mycerinus bestaat uit een daltempel, een weg, een dodentempel en de koningspiramide. The daltempel bevatte diverse standbeelden van Menkaure. Gedurende de 5e dynastie werd een kleinere ante-tempel toegevoegd aan de daltempel. De dodentempel had eveneens diverse beelden van Menkaure. De koningspiramide heeft kleinere koninginnenpiramides.
Van de vier belangrijkste monumenten heeft alleen de Piramide van Mycerinus tegenwoordig nog (een deel van) zijn originele gepolijste kalstenen bedekking.

### De sfinx
De Sfinx dateert uit de regeerperiode van koning Chefren. Tussen de voorpoten lag een kapel die herhaaldelijk is vernietig onder ongewone omstandigheden. Tijdens het Nieuwe Rijk droeg Amenhotep II een nieuwe tempel op aan Hauron-Haremakhet en werd deze door latere heersers daadwerkelijk toegevoegd.

### De graftombe van koningin Khentkaues I
Chentkaoes I werd begraven in Gizeh. Haar graftombe is bekend als LG 100 en G 8400 en ligt in het centrale grafveld naast de piramide van Mycerinus. Het piramidecomplex van koningin Khentkaues bestaat uit haar piramide, een bootgroeve, een daltempel en een piramidestad.

### Arbeidersstad
Het werk van delven, verplaatsen en beeldhouwen van de enorme hoeveelheid steen die gebruikt werd om de piramides te bouwen, werd mogelijk gedaan door duizenden geschoolde werknemers, ongeschoolde arbeiders en ondersteunende werknemers. Bakkers, timmerlieden, waterdragers an anderen waren ook nodig voor het project. Evenals de gebruikte bouwmethodes voor de bouw van de piramides, is er ook veel speculatie over het exacte aantal werknemers dat nodig was voor een bouwproject van deze omvang. Toen Griekse geschiedschrijver Herodotus in 450 v.Chr. Gizeh bezocht, werd hem door de Egyptische priesters verteld dat het bouwen van de Grote Pyramide 400.000 mannen en 20 jaar had gekost om de piramide te bouwen in ploegen van 100.000 mannen tegelijk per drie maanden. Bewijs uit de graven geeft echter aan dat een personeelsbestand van 10.000 arbeiders per drie maanden gedurende ongeveer 30 jaar nodig was om een piramide te bouwen.
Het piramidecomplex van Gizeh wordt omgeven door een grote stenen muur. Buiten deze muur ontdekten Mark Lehner en zijn team een stad waar de werknemers van de piramides waren gehuisvest. Deze stad ligt ten zuidoosten van de complexen van Chefren en Menkaure. Gevonden zijn onder meer gemeenschappelijke slaapverblijven, bakkerijen, brouwerijen en keukens (met bewijs waaruit blijkt dat brood, rundvlees en vis deel uitmaakten van het dieet, een ziekenhuis en een begraafplaats (waar sommige van de gevonden skeletten tekenen van trauma's toonden die aan ongevallen op een bouwterrein kunnen worden gekoppeld). De stad lijkt te dateren uit het midden van de 4e dynastie (2520–2472 v. Chr.), na de tijd die wordt aanvaard als de tijd waarin Chufu leefde en de Grote piramide werd voltooid. Volgens Mark Lehner en het AERA team;
"The development of this urban complex must have been quite rapid. All of the construction probably happened in the 35 to 50 years that spanned the reigns of Chefren and Menkaure, builders of the Second and Third Giza Pyramids".
Zonder koolstofdatering en met alleen aardewerkscherven, zegelafdrukken en stratigrafie, concludeert het team verder;
"The picture that emerges is that of a planned settlement, some of the world's earliest urban planning, securely dated to the reigns of two Giza pyramid builders: Khafre (2520–2494 BC) and Menkaure (2490–2472 BC)".

## De begraafplaatsen

Kaart van het piramidecomplex van Gizeh

Toen de piramides werden gebouwd, werden de mastaba's voor de lagere adel eromheen gebouwd. Naast de piramide van Chufu is de belangrijkste begraafplaats G 7000, die in het oostelijke grafveld ligt ten oosten van de belangrijkste piramide en naast de koninginnenpiramides. Deze begraafplaatsen rond de piramides werden langs straten en lanen aangelegd. Begraafplaats G 7000 was een van de eerste en bevatte de tombes van de vrouwen, zonen en dochters van de heersers van de 4e dynastie van Egypte. Aan de andere kan van de piramides in het westelijke grafveld werden de zonen van de koning, Wepemnofret en Hemiunu begraven, in respectievelijk begraafplaats G 1200 en G 4000. Deze begraafplaatsen werden verder uitgebreid gedurende de vijfde en 6e dynastie van Egypte.

### Het westelijke grafveld
Het westelijke grafveld ligt ten westen van Chufu’s piramide. Het is verdeeld in een kleinere gebieden zoals de begraafplaatsen die bekendstaan als de Abu Bakr opgravingen (1949–50, 1950–1,1952 en 1953) en diverse begraafplaatsen waarvan de namen zijn gebaseerd op de nummers van de mastabas zoals begraafplaats G 1000, begraafplaats G 1100, enz. Het westelijke grafveld omvat de begraafplaats G 1000 – begraafplaats G 1600 en begraafplaats G 1900. Verdere begraafplaatsen in dit grafveld zijn: begraafplaats G 2000, G 2200, G 2500, G 3000, G 4000 en G 6000. Drie andere begraafplaatsen zijn vernoemd naar hun opgravers: Junker begraafplaats West, Junker begraafplaats Oost en Steindorff begraafplaats .
| Begraafplaats          | Periode                          | Opgraving                       | Opmerkingen |
| ---------------------- | -------------------------------- | ------------------------------- | --- |
| Abu Bakr opgravingen   | 5e en 6e dynastie                | (1949–53)                       | |
| Begraafplaats G 1000   | 5e en 6e dynastie                | Reisner (1903–05)               | Stenen mastabas |
| Begraafplaats G 1100   | 5e en 6e dynastie                | Reisner (1903–05)               | Bakstenen mastabas |
| Begraafplaats G 1200   | Hoofdzakelijk uit de 4e dynastie | Reisner (1903–05)               | Een aantal leden van Chufus familie zijn hierbegraven; Wepemnefert (zoon van de koning), Kaem-ah (zoon van de koning) en Nefertiabet (dochter van de koning) |
| Begraafplaats G 1300   | 5e en 6e dynastie                | Reisner (1903–05)               | Bakstenen mastabas |
| Begraafplaats G 1400   | de 5e dynastie of later          | Reisner (1903–05)               | Twee mannen die profeten van Chufu waren |
| Begraafplaats G 1500   |                                  | Reisner (1931?)                 | Slechts één mastaba (G 1601) |
| Begraafplaats G 1600   | de 5e dynastie of later          | Reisner (1931)                  | Twee mannen die profeten van Chufu waren |
| Begraafplaats G 1900   |                                  | Reisner (1931)                  | Slechts één mastaba (G 1903) |
| Begraafplaats G 2000   | 5e en 6e dynastie                | Reisner (1905–06)               | |
| Begraafplaats G 2100   | de 4e en 5e dynastie of later    | Reisner (1931)                  | G 2100 behoort tot Merib, de (klein)zoon van de koning en G2101 behoort tot een koningsdochter van de 5e dynastie                                            |
| Begraafplaats G 2200   | einde 4e of begin 5e dynastie    | Reisner ?                       | Mastaba G 2220 ? |
| Begraafplaats G 2300   | 5e en 6e dynastie                | Reisner (1911–13)               | Omvat o.a, mastabas van de vizier Senedjemib-Inti en zijn familie                                                                                            |
| Begraafplaats G 2400   | 5e en 6e dynastie                | Reisner (1911–13)               | |
| Begraafplaats G 2500   |                                  | Reisner                         | |
| Begraafplaats G 3000   | 6e dynastie                      | Fisher en Eckley Case Jr (1915) | |
| Begraafplaats G 4000   | 4e dynastie en later             | Junker en Reisner (1931)        | Omvat onder andere graftombe van de vizier Hemiunu |
| Begraafplaats G 6000   | 5e dynastie                      | Reisner (1925–26)               | |
| Junker Cemetery (West) | Einde oude Rijk                  | Junker (1926–7)                 | Omvat onder andere mastaba van de dwerg Seneb |
| Steindorff Cemetery    | 5e en 6e dynastie                | Steindorff (1903–07)            | |
| Junker Cemetery (East) | Einde oude Rijk                  | Junker                          | |

### Het oostelijke grafveld
Het oostelijke grafveld ligt ten oosten van de piramide van Chufu en omvat begraafplaats G 7000. Dit is een begraafplaats voor een aantal familieleden van Chufu.
De begraafplaats omvat ook mastabas van huurders en priesters van de piramides en stamt uit de tijd van de 5e en 6e dynastie.
| Graftombenummer | Eigenaar                    | Opmerkingen                                                      |
| --------------- | --------------------------- | ---------------------------------------------------------------- |
| G 7000 X        | Koningin Hetepheres I       | Moeder van Chufu                                                 |
| G 7010          | Nefertkau I                 | Dochter van Sneferu, halfzus van Chufu                           |
| G 7060          | Nefermaat I                 | Zoon van Nefertkau I en vizier van Khafra                        |
| G 7070          | Sneferukhaf                 | Zoon van Nefermaat II                                            |
| G 7110–7120     | Kawab en Hetepheres II      | Kawab was de oudste zoon van Chufu                               |
| G 7130–7140     | Khufukhaf I en Nefertkau II | Koningszoon en vizier en zijn vrouw                              |
| G 7210–7220     | Djedefhor                   | Koningszoon van Chufu en Meritites                               |
| G 7350          | Hetepheres II               | Vrouw van Kawab en later Djedefre                                |
| G 7410–7420     | Meresankh II en Horbaef     | Meresankh was de dochter van de koning en de vrouw van de koning |
| G 7430–7440     | Minkhaf I                   | Zoon van Chufu en vizier van Khafra                              |
| G 7510          | Ankhhaf                     | Zoon van Sneferu en vizier van Khafra                            |
| G 7530–7540     | Meresankh III               | Dochter van Kawab en Hetepheres II, vrouw van Khafra             |
| G 7550          | Duaenhor                    | Waarschijnlijk zoon van Kawab en dus kleinzoon van Chufu         |
| G 7560          | Akhethotep en Meritites II  | Meritites is de dochter van Chufu                                |
| G 7660          | Kaemsekhem                  | Zoon van Kawab en kleinzoon van Chufu                            |
| G 7760          | Mindjedef                   | Zoon van Kawab en kleinzoon van Chufu, schatbewaarder            |
| G 7810          | Djaty                       | Zoon van koningin Meresankh II                                   |

### Begraafplaats GIS
Deze begraafplaats dateert uit de tijd van Menkaura (Junker) of eerder (Reisner), maar bevat verschillende stenen mastabas uit de tijd tot en met de 6e dynastie. De graftombes uit de tijd van Menkaura omvatten de mastabas van de koninklijke chamberlain Khaemnefert, the koningszoon Khufudjedef en een ambtenaar met de naam Niankhre.

### Het centrale grafveld
Het centrale grafveld omvat diverse begraafplaatsen van leden van de koninklijke familie. De graftombes komen uit de periode van de 4e en 5e dynastie, sommige zelf uit een latere periode.
| Graftombenummer | Eigenaar        | Opmerkingen |
| --------------- | --------------- | --- |
| G 8172 (LG 86)  | Nebemakhet      | Zoon van Chefren, vizier                                                                                            |
| G 8158 (LG 87)  | Nikaure         | Zoon van Chefren en Persenet, vizier                                                                                |
| G 8156 (LG 88)  | Persenet        | Vrouw van Chefren                                                                                                   |
| G 8154 (LG 89)  | Sechemkare      | Zoon van Chefren en Hekenuhedjet                                                                                    |
| G 8140          | Niuserre        | Zoon van Chefren, vizier tijdens de 5e dynastie                                                                     |
| G 8130          | Niankhre        | Zoon van de koning, waarschijnlijk tijdens de 5e dynastie                                                           |
| G 8080 (LG 92)  | Iunmin          | Zoon van de koning, einde van de 4e dynastie                                                                        |
| G 8260          | Babaef          | Zoon van Chefren, einde van de 4e dynastie                                                                          |
| G 8466          | Iunre           | Zoon van Chefren, einde van de 4e dynastie                                                                          |
| G 8464          | Hemetre         | Waarschijnlijk dochter van Chefren, einde van de 4e dynastie of 5e dynastie                                         |
| G 8460          | Ankhmare        | Zoon van de koning en vizier, einde van de 4e dynastie                                                              |
| G 8530          | Rechetre        | Dochter van Chefren en koningin, einde van de 4e dynastie of 5e dynastie                                            |
| G 8408          | Boenefer        | Dochter van Chefren en koningin, einde van de 4e dynastie of 5e dynastie                                            |
| G 8978          | Chamerernebti I | Dochter van Chefren en koningin, midden tot einde van de 4e dynastie. Staat ook wel bekend als de Galarza graftombe |

Graftombes uit de periode van Saite en latere periodes werden gevonden in de buurt van de weg van Chefren en de Grote Sfinx. Deze graftombes zijn onder andere het graftombe van een commandant van het leger met de naam Ahmose en zijn moeder koningin Nakhtubasterau, die de echtgenote van farao Amasis was.

### Het zuidelijke grafveld
Het zuidelijke grafveld omvat enige mastabas uit de 2e en 3e dynastie. Een van de graftombes uit deze periode van de vroege dynastieën wordt de Covington-tombe genoemd. Andere graftombes worden gedateerd op het late Oude Rijk (5e en 6e dynastie).
Het zuidelijke deel van het veld bevat verschillende graftombes uit de 26e dynastie en later.

### De graftombes van de piramidebouwers
In 1990 werden de graftombes die toebehoren aan de piramidebouwers ontdekt naast de piramides. Een tweede begraafplaats werd in 2009 in de buurt gevonden. Alhoewel ze niet waren gemummificeerd, waren ze begraven in stenen (van in de zon gedroogde modder) graven met bier en brood om hen te ondersteunen in het hiernamaals. De nabijheid van de graftombes bij de piramides en de wijze van begraven ondersteunt de theorie dat het betaalde arbeiders waren die erg trots op hun werk en geen slaven, zoals eerder werd gedacht. De algemeen gekoesterde overtuiging dat slaven de piramides bouwden komt waarschijnlijk voort uit Hollywood-films die weer waren gebaseerd op de originele archeologische en antropologische mening dat ze niet konden worden gebouwd zonder gedwongen arbeid. Bewijsmateriaal afkomstig uit de graven toont aan dat een personeelsbestand van 10.000 arbeiders werkte in diensten van drie maanden en dat het ongeveer 30 jaar heeft gekost om een piramide te bouwen. De meeste werknemers lijken afkomstig te zijn uit arme gezinnen. Boerderijen levereden de arbeiders dagelijks 21 runderen en 23 schapen. Specialisten zoals architecten, vrijmetselaars, metaalbewerkers en timmerlieden, werkten permanent door de koning tewerk gesteld op functies die de meeste vaardigheid vereisten.

## Nieuwe Rijk
Tijdens het Nieuwe Rijk was Gizeh nog steeds in gebruik. Een baksten kapel werd opgericht nabij de Sfinx gedurende het begin van de 18e dynastie, waarschijnlijk door koning Thoetmosis I. Amenhotep II bouwde een tempel opgedragen aan Hauron-Haremakhet nabij de Sfinx. Farao Thoetmosis IV bezocht de piramides en de Sfinx als prins en in een droom werd hem verteld dat als hij de Sfinx zou ontdoen van het zand, het koningschap zijn beloning zou zijn. Deze gebeurtenis is weergegeven in de droom stele. Gedurende de vroege jaren van zijn koningschap richtte Thoetmosis IV samen met zijn vrouw koningin Nefertari steles op bij Gizeh. Farao Toetanchamon liet ook een gebouw neerzetten dat tegenwoordig bekendstaat als het hut van de koning.
Gedurende de 19e dynastie deed Seti I toevoegingen aan de tempel van Hauron-Haremakhet en zijn zoon Ramses II richtte een stele op in de kapel voor de Sfinx en eigende zich de hut van Toetanchamon toe.

## Late periode
Gedurende de 21e dynastie werd de tempel van Isis gereconstrueerd. Gedurende de 26e dynastie werd een stele gemaakt die melding maakt van Chufu en zijn koningin Henoetsen.

## Astronomie

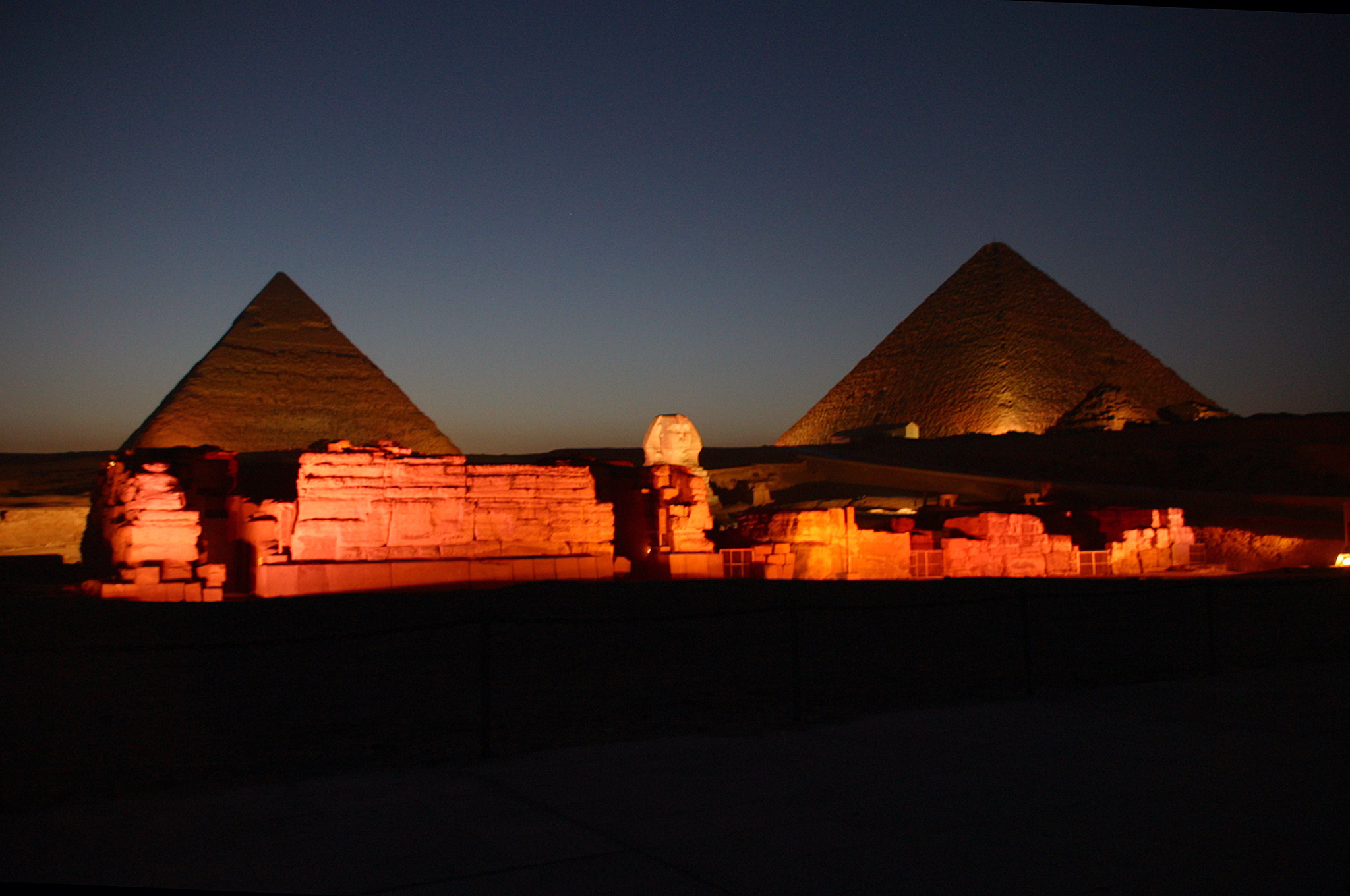
Het piramidecomplex van Gizeh bij nacht.

De zijkanten van alle drie van de piramides van Gizeh werden astronomisch gericht op de Noord-Zuid- en Oost-West-as binnen een fractie van een graad. Recente pogingen om een dergelijk doelbewuste patroon te verklaren zijn die van S. Haack, O. Neugebauer, K. Spence, D. Rawlins, K. Pickering en J. Belmonte. De rangschikking van de piramides is hierin een omstreden representatie van het sterrenbeeld Orion in de Orioncorrelatietheorie.
Memphis en zijn necropolis: de piramidevelden van Gizeh tot Dasjoer · Oud Thebe en zijn necropolis · Nubische monumenten van Aboe Simbel tot Philae · Historisch Caïro
· Aboe Mena · Sint-Catharinagebied · Wadi Al-Hitan (Walvisvallei)